# Die 4 Apostel
Die 4 Apostel (später Die Apostel) war eine hessische Partyschlagerband um den Wiesbadener Frontmann Joachim Günther, der auch für die Band komponiert hat. Der Name nimmt Bezug auf die biblischen Apostel, welche von Jesus gesandt dessen Botschaft verkünden sollten. Ihre Debütsingle Zieh dich aus kleine Maus blieb der kommerziell erfolgreichste Titel in der Bandgeschichte; im Frühjahr 1999 stieg dieser auf Platz 65 in die deutschen Charts ein und kletterte bis auf Platz 49. Nach eigenen Angaben erreichte er insgesamt 1,5 Millionen verkaufte Tonträger und wird bis heute auf einschlägigen Samplern des Genres kompiliert. Infolgedessen trat die Gruppe auch mehrfach im Fernsehen (z. B. ZDF-Fernsehgarten) oder bei Veranstaltungen wie dem Hessentag in Weilburg auf. Mit dem Ausstieg von Ralf Dieter von Horstig kürzte die Band 2001 ihren Namen auf Die Apostel. Ebenfalls bekannt ist die Single Esmeralda läute meine Glocken. Von Herbst 2007 an trat Joachim Günther als JOA solo auf, bis er seine Bühnenkarriere im Frühjahr 2016 unter Angabe gesundheitlicher Gründe beendete.

## Diskographie
- 1999: Zieh dich aus kleine Maus – CD-Single, als Die 4 Apostel
- 2003: It´s Now or Never – CD-Single, englischsprachiges Cover von ’O sole mio nach der Fassung von Elvis Presley
- 2005: Esmeralda läute meine Glocken – CD-Single, nimmt Bezug auf Victor Hugos Glöckner von Notre-Dame
- 2005: Voll auf die 12 – CD-Album mit ausschließlich neuen Liedern
- 2010: Zieh dich aus kleine Maus (2010 Party Version) – Download-Single, als Naddel Feat. Die Apostel

## Belege
1. ↑  Die 4 Apostel. In: Offizielle Deutsche Charts. Abgerufen am 7. April 2019.
2. ↑  Joachim Günther: Über JOA. In: eigener Internetauftritt. Archiviert vom Original (nicht mehr online verfügbar) am 7. April 2019; abgerufen am 7. April 2019.
3. ↑  Joachim Günther: Post. In: Facebook. 26. Mai 2016, archiviert vom Original (nicht mehr online verfügbar) am 7. Juli 2019; abgerufen am 8. Juli 2019.